# Растьогін Григорій Сергійович
Григорій Сергійович Растьогін (1902, село Лаїшевка Сенгілеївського повіту Симбірської губернії, тепер у складі міста Ульяновська Ульяновської області, Російська Федерація — 8 вересня 1971, місто Ульяновськ, Російська Федерація) — радянський партійний діяч, 1-й секретар Башкирського обласного комітету ВКП(б). Кандидат у члени ЦК ВКП(б) (у 1939—1941 роках).

## Біографія
Народився в родині хлібного прикажчика. У 1915 році закінчив церковноприходську школу, а в 1920 році — ремісниче училище в Симбірську.
У травні 1920 — травні 1924 року — помічник механіка млина № 1 управління мукомольно-круп'яної промисловості Симбірської губернської ради народного господарства в місті Симбірську. У 1924 році вступив до комсомолу.
У травні 1924 — серпні 1926 року — командир відділення 8-го залізничного полку 1-ї Туркестанської дивізії РСЧА в Ашхабаді.
У серпні — грудні 1926 року — помічник механіка млина № 10 харчового тресту в місті Ульяновську.
Член ВКП(б) з грудня 1926 року.
У грудні 1926 — травні 1927 року — пакувальник центрального складу Ульяновського харчового тресту. У травні — жовтні 1927 року — помічник механіка млина № 8 харчового тресту в місті Ульяновську. У жовтні 1927 — жовтні 1928 року — завідувач центрального складу Ульяновського харчового тресту. У жовтні 1928 — грудні 1929 року — завідувач млинами Ульяновського управління міськими млинами.
У грудні 1929 — квітні 1930 року — завідувач тракторних курсів зернотресту в місті Мелекес.
У квітні — листопаді 1930 року — завідувач млинами Ульяновського управління міськими млинами. У листопаді 1930 — січні 1931 року — директор Ульяновського плодово-винного заводу.
У січні — квітні 1931 року — інструктор Ульяновського міського комітету ВКП(б). У квітні 1931 — жовтні 1932 року — секретар партколективу Ульяновської пристані державного пароплавства. У жовтні 1932 — травні 1933 року — інструктор Ульяновського міського комітету ВКП(б).
У травні 1933 — березні 1934 року — секретар партійного осередку свинорадгоспу в селі Скугареєвка Ульяновського району.
У березні — серпні 1934 року — секретар партійного комітету пристані державного пароплавства в місті Самарі. У серпні 1934 — квітні 1937 року — помічник капітана з політичної частини пароплава «Степан Шаумян» політичного відділу Середньо-Волзького пароплавства.
У квітні — вересні 1937 року — секретар партійного комітету пристані державного пароплавства в місті Ульяновську.
У вересні 1937 — січні 1939 (грудні 1938) року — 1-й секретар Ульяновського міського комітету ВКП(б). Брав активну участь у сталінських репресіях.
У грудні 1938 — січні 1939 року — відповідальний організатор відділу керівних партійних органів ЦК ВКП(б) у Москві.
У січні — листопаді 1939 року — 1-й секретар Башкирського обласного комітету ВКП(б).
28 січня — 13 березня 1940 року — 2-й секретар Куйбишевського обласного комітету ВКП(б).
У 1940 — липні 1941 року — слухач Вищої партійної школи при ЦК ВКП(б) у Москві.
З липня 1941 року — в Червоній армії, учасник німецько-радянської війни. У липні 1941 — липні 1942 року — начальник політичного відділу 351-ї стрілецької дивізії Південного фронту. У липні 1942 — січні 1944 року — заступник начальника політичного управління Брянського фронту. У січні — грудні 1944 року — заступник із політичної частини начальника інтендантського відділу 21-ї армії Ленінградського фронту. У грудні 1944 — лютому 1946 року — начальник політичного відділу 287-ї стрілецької дивізії 1-го Українського фронту.
У лютому — вересні 1946 року — секретар Ташаузького обласного комітету КП(б) Туркменії з кадрів.
У вересні 1946 — квітні 1949 року — 1-й секретар Сталінського районного комітету ВКП(б) міста Ульяновська.
У квітні 1949 — грудні 1950 року — уповноважений у справах РПЦ при Ульяновському обласному виконавчому комітеті.
У грудні 1950 — червні 1953 року — 1-й секретар Ленінського районного комітету ВКП(б) міста Ульяновська.
У червні 1953 — березні 1961 року — член партійної комісії при Ульяновському обласному комітеті КПРС.
З березня 1961 року — на пенсії в місті Ульяновську.
У вересні —грудні 1961 року — позаштатний член партійної комісії при Ульяновському обласному комітеті КПРС. З грудня 1961 по січень 1963 року — голова партійної комісії при Ульяновському міському комітеті КПРС на суспільних началах. З січня 1963 по вересень 1964 року — позаштатний керівник групи з розгляду скарг і заяв при Ульяновському промисловому обласному комітеті КПРС. З вересня 1964 року — завідувач позаштатного сектора по громадському харчуванні при відділі адміністративних і торгово-фінансових органів Ульяновського обласного комітету КПРС.

## Нагороди
- орден Червоного Прапора (9.06.1945)
- орден Червоної Зірки (15.03.1943)
- ордени
- медалі